# تپه گورستان کاشانتو
تپه قبرستان کاشانتو مربوط به قبل از اسلام است و در شهرستان هرسین، روستای کاشانتو واقع شده و این اثر در تاریخ ۱۰ دی ۱۳۸۱ با شمارهٔ ثبت ۶۹۸۳ به‌عنوان یکی از آثار ملی ایران به ثبت رسیده است.